# Arnold Peralta
Arnold Peralta (La Ceiba, 29 maart 1989 – La Ceiba, 10 december 2015) was een Hondurees voetballer die doorgaans als middenvelder speelde. Hij debuteerde in 2011 als international voor het Hondurees voetbalelftal en nam met zijn vaderland deel aan de Olympische Spelen (2012) in Londen.
Op 10 december 2015 werd hij onder vuur genomen door twee schutters tijdens het parkeren van zijn auto, en overleed ter plekke. Peralta was dat jaar teruggekeerd naar Honduras, waar hij bij Club Deportivo Olimpia ging spelen, dat de landstitel won.
Peralta's dood leidde tot geschokte reacties in zijn vaderland. De Hondurese voetbalbond stond uitgebreid stil bij het verlies van zijn international. In een tweet van de voetbalbond was een foto van Peralta met de Hondurese vlag te zien en de tekst Que en paz descanse ('Rust in vrede').
Peralta was niet de eerste Hondurese (ex-)voetballer die vermoord werd. In augustus werd Peraltas landgenoot Walter López, die met het Hondurese voetbalteam onder meer deelnam aan de Olympische Spelen in Sydney (2000), doodgeschoten. Dat gebeurde vlak buiten het voetbalstadion van La Mestilla in Guatemala.

## Statistieken
| Seizoen         | Club            | Competitie      | Premiership | Premiership | Scottish Cup | Scottish Cup | League Cup | League Cup | Challenge Cup | Challenge Cup | Europa | Europa | Totaal | Totaal |
| Seizoen         | Club            | Competitie      | Wed.        | Dlp.        | Wed.         | Dlp.         | Wed.       | Dlp.       | Wed.          | Dlp.          | Wed.   | Dlp.   | Wed.   | Dlp.   |
| --------------- | --------------- | --------------- | ----------- | ----------- | ------------ | ------------ | ---------- | ---------- | ------------- | ------------- | ------ | ------ | ------ | ------ |
| 2012-2013       | CD Vidal        | Liga Nacional   | 23          | 3           | 0            | 0            | 0          | 0          | 0             | 0             | 0      | 0      | 23     | 3      |
| 2013-2014       | Rangers FC      | League One      | 20          | 1           | 4            | 0            | 0          | 0          | 2             | 0             | 0      | 0      | 26     | 1      |
| 2014-2015       | Rangers FC      | Championship    | 2           | 0           | 0            | 0            | 1          | 0          | 0             | 0             | 0      | 0      | 3      | 0      |
| Carrière totaal | Carrière totaal | Carrière totaal | 45          | 4           | 4            | 0            | 1          | 0          | 2             | 0             | 0      | 0      | 51     | 4      |